# La Folie de John Harned
La Folie de John Harned (titre original : The Madness of John Harned) est une nouvelle américaine de Jack London publiée à Londres en 1909.

## Historique
La nouvelle est publiée initialement dans The Lady's Realm (en), en mai 1909, avant d'être reprise dans le recueil The Night-Born en  octobre 1912.

## Éditions

### Éditions en anglais
- The Madness of John Harned, dans The Lady's Realm (en), Londres, périodique, mai-octobre 1909.
- The Madness of John Harned, dans le recueil The Night-Born, un volume chez The Century Co, New York, octobre 1912.

### Traductions en français
- La Folie de John Harned, traduction de Louis Postif, in Gringoire, périodique, mai 1937.

## Sources
- http://www.jack-london.fr/bibliographie